# Atomstroyexport
Atomstroyexport ou AtomStroyExport  (en russe : Атомстройэкспорт) est une société spécialisée dans l'industrie nucléaire, en situation de monopole pour l'exportation d'équipement et de services nucléaires pour le compte de la fédération russe. 
Après avoir été privatisée, elle appartient maintenant au groupe Atomenergoprom.
Son actuel PDG est Sergei Shmatko. Avant cela, cette société a notamment été dirigée par un oligarque controversé Kakha Bendoukidze.

## Activités
pour la période récente :
- C'est AtomStroyExport qui a de 1999 à 2007 construit la centrale nucléaire de Tianwan en Chine (deux réacteurs VVER de 1 060 MW chacun qui en sont les unités 1 et 2). AtomStroyExport a signé un accord pour la construction des unités 3 et 4. Quatre autres unités (5 à 8) seraient également en commande ferme, selon World Nuclear News[2] ;
- Fin octobre 2006, une offre d'AtomStroyExport  pour la mise en œuvre du projet de centrale nucléaire de Béléné en Bulgarie (réacteurs VVER dits de troisième génération VVER-1000/V-446B), projet approuvé par la Bulgarie, et qui aurait reçu l'accord de l'Union européenne selon World Nuclear News[3]. 
La première unité aurait dû être opérationnelle en 2013, et la seconde en 2014[4], mais le 28 mars 2012, le gouvernement bulgare a finalement annoncé le retrait du « projet Béléné », en raison d'un rapport concluant au manque de fiabilité de la future centrale et faute d'avoir trouvé un autre grand investisseur européen ou américain pour financer le projet ;
- En 2007, AtomStroyExport a signé un protocole d'accord avec Ciner Insaat Ticaret ve Sanayi pour promouvoir en Turquie ses réacteurs à eau pressurisée VVER ;
- En 2008, le 19 février l'entreprise décide de joindre ses forces à son premier concurrent russe dans le domaine du marché de l'énergie ; AtomStroyExport a signé un accord de coopération avec Technopromexport (exportateur russe d'autres types de production d'électricité à grande échelle) pour la construction et la gestion de grands projets énergétiques en Russie et à l'étranger[5] ;
- Au Bangladesh l'entreprise travaillerait sur une proposition visant à ressusciter le projet d'une centrale nucléaire à Rooppur.
- Au Royaume-Uni, AtomStroyExport envisagerait un partenariat avec un constructeur occidental[6] ;
- En 2009, le 14 décembre, Atomstroyexport a acheté Nukem Technologies (23,5 millions d'euros) ce qui lui a permis d'ajouter à son portefeuille une compétence en démantèlement des centrales nucléaires et gestion des déchets ainsi qu'en services d'ingénierie[7] ;
- Au Maroc, en 2010, AtomStroyExport envisageait de participer à la construction d'une centrale nucléaire à Sidi Boulbra[8] ;
- AtomStroyExport est la seule firme à avoir répondu, le 24 septembre 2008, à l'appel d'offre pour la construction d'une centrale nucléaire en Turquie[9] ;
- Cette société russe a construit le premier réacteur nucléaire de l'Iran pour la centrale nucléaire de Bouchehr
Ce réacteur est situé à Bushehr à 450 km au sud-ouest de Téhéran sur un site où deux réacteurs allemands ont commencé à être construits dans les années 1970, sans avoir été jamais terminé à cause de la révolution iranienne. Ce nouveau réacteur est un modèle russe. 
En février 1998, les États-Unis ont réaffirmé leur opposition au programme nucléaire iranien, en rappelant que l'Iran avait des réserves suffisantes de pétrole et de gaz pour faire de l'électricité, et que les réacteurs peuvent être utilisés à des fins de production de plutonium de qualité militaire. 
parmi les séismes qui ont touché l'Iran en 2013, l'un dit Séisme de Bouchehr aurait endommagé la centrale nucléaire de Bouchehr (laissant de larges fissures sur la structure)[10].

Prospective 
- Atomstroyexport a annoncé en 2011 qu'il construirait 4 réacteurs à Ninh Thuận au Vietnam, qui devraient entrer en service chaque année de 2021 à 2024, grâce à un prêt de 8 milliards d'US$ offert par l’État russe[11].